# Alfons Thome
Alfons Thome (* 21. Juni 1915 in Oberlöstern; † 28. Januar 2006 ebenda) war ein deutscher katholischer Religionspädagoge. 

## Leben
Er war eines von neun Kindern der Eheleute Johann Thome und Maria, geb. Feid. Sein jüngerer, von ihm unterstützter Bruder Oskar Thome (1917–2011), wirkte als Missionar in Chile und Ecuador, später als Pastor in Bliesen.
Alfons Thome trat 1928 in das Missionshaus der Steyler Missionare in St. Paul/Wengerohr ein. Er studierte katholische Theologie und Philosophie an der Theologischen Fakultät Trier. Während des Zweiten Weltkriegs leistete er ab 1940 Kriegsdienst und befand sich bis 1949 in Kriegsgefangenschaft. 1950 wurde er zum Priester geweiht und war anschließend seelsorgerisch tätig. 1959 folgten seine Promotion zum Doctor theologiae an der Theologischen Fakultät Trier, ein Lehrauftrag an der Universität Saarbrücken und Tätigkeit als Dozent an der Pädagogischen Hochschule Trier. 1964 wurde er zum Professor berufen, zusätzlich wurde er Mitglied des Wissenschaftlichen Beirats der Akademie für Jugendfragen. Von 1967 bis 1982 war er Ordinarius für Religionspädagogik an der Theologischen Fakultät Trier. Ab 1968 war er außerdem zeitweilig Rektor und Geistlicher Beirat an der Katholischen Akademie Trier.
Alfons Thome starb 2006 im Alter von 90 Jahren und wurde auf dem Friedhof in Kostenbach beigesetzt. Die Prof.-Alfons-Thome-Straße in seinem Heimatort Oberlöstern erinnert an ihn.

## Schriften (Auswahl)
- Unser Heil in Gottes Wort. Zur Theologie der Bibelkatechese. Düsseldorf 1964, OCLC 73744049.
- Leben mit der Bibel. Taschenbuch zur Begegnung mit dem Gotteswort im Alltag. Trier 1967, OCLC 1100339325.
- Moderne Problemliteratur im Religionsunterricht. Themen, Texte, Modelle, Methoden. München 1974, ISBN 3-7698-0221-7.
- Die Leiden der Völker begriffen. Giorgio La Pira, Christ und Politiker. Trier 1990, ISBN 3-7902-1203-2.